# رن اوزاوا
رن اوزاوا (انگلیسی: Ren Ozawa؛ زادهٔ ۱۲ اوت ۱۹۹۱) بازیگر اهل ژاپن است.